# Posouzení kódu

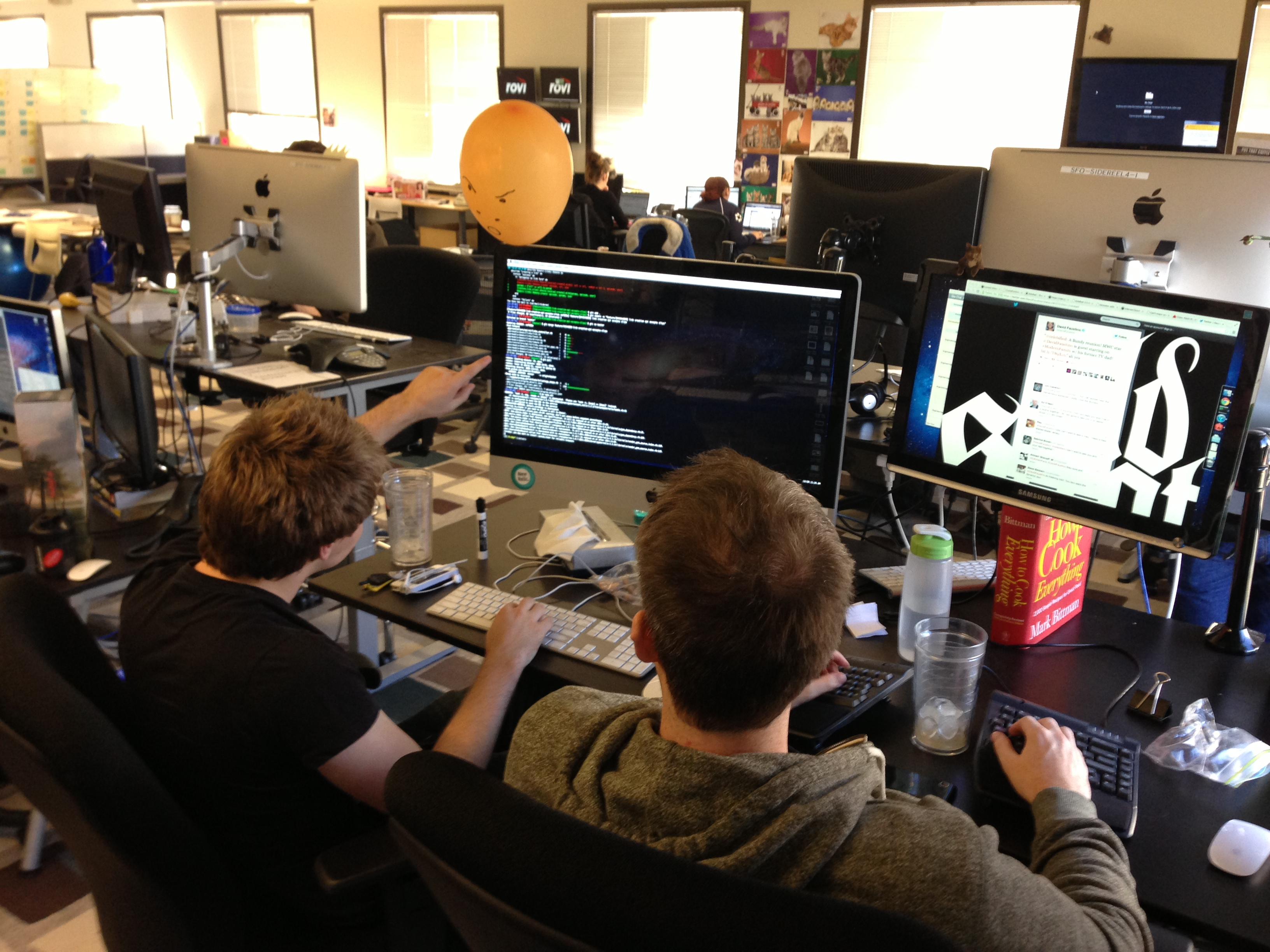
Posuzování kódu a jeho chyb dvěma lidmi.

Posouzení kódu (anglicky Code review) je v informatice proces systematického zkoumání počítačového zdrojového kódu. Jeho účelem je najít programátorské chyby, které autor kódu přehlédl v prvotní vývojové fázi, čímž se zvýší kvalita software. Posouzení mohou být dělána různými způsoby, například párovým programováním, neformální kontrolou nebo formální softwarovou inspekcí (i pomocí automatizovaných nástrojů).
Mnoho vývojových prostředí, například Microsoft Visual Studio, dnes nabízí nástroje, které posouzení kódu usnadňují.[zdroj?]